# Barbara Hennings (Autorin)
Barbara Hennings (* 1960) ist eine deutsche Autorin.
Barbara Hennings  war elf Jahre als Diplom-Betriebswirtin bei Banken beschäftigt. Seit 1996 ist sie freiberuflich tätig. 2007 wurde sie zusammen mit Gabriéle Brassard mit dem Kulturpreis der Stadt Bad Kreuznach ausgezeichnet.

## Publikationen
- Rheuma – ein geheimnisvoller Schmerz kennt keine Grenzen. 2000
- Weinleserliches. 2003
- Leibspeisen. 2003.
- Maskenball. 2004.
- Saytana oder wenn Du zum Drahtseil gehst, vergiss die Flügel nicht. 2005.
- Rosa Damàs, Roman, edition federleicht, 2022
- Die Moselbande, Erzählungen, edition federleicht, 2024